# Stefan Kraft
 Ovo je glavno značenje pojma Stefan Kraft. Za druga značenja pogledajte Stefan Kraft (diplomat).
Stefan Kraft (Schwarzach im Pongau, 13. svibnja 1993.) austrijski je skijaš skakač i svjetski rekorder u skijaškim skokovima. 

## Karijera
Nekoliko sezona natjecao se u FIS kupu i Kontinentalnom kupu, a u Svjetskom kupu debitirao je 6. siječnja 2012. u Bischofshofenu, na posljednjoj postaji Novogodišnje turneje. Godinu kasnije u Innsbrucku plasmanom na 23. mjesto osvojio je svoje prve bodove u Svjetskom kupu. Samo 2 dana kasnije, točno na godišnjicu svog debija (ponovo u Bischofshofenu), došao je i do prvog pobjedničkog postolja, osvojivši 3. mjesto. Nakon još 2 dana, u kvalifikacijama za natjecanje u Wisłi, skokom od 139 m postavio je rekord skakaonice Malinke.
Na Svjetskom juniorskom prvenstvu 2013. u Liberecu osvojio je brončanu medalju iza Slovenca Jake Hvale i Poljaka Klemensa Murańke. 
Dana, 29. prosinca 2014. ostvario je svoju prvu pobjedu u karijeri, i to na otvaranju Novogodišnje turneje u Oberstdorfu. Na ostala tri natjecanja bio je šesti, drugi i treći, što mu je bilo dovoljno da osvoji turneju, čime je ostvario najveći uspjeh u dosadašnjoj karijeri.
Na Svjetskom prvenstvu 2015. u švedskom Falunu došao je i do prve pojedinačne seniorske medalje u karijeri osvojivši broncu na maloj skakaonici. Na istom prvenstvu osvojio je i srebrnu medalju u ekipnim skokovima na velikoj skakaonici. Najbolju sezonu u karijeri završio je na 3. mjestu u ukupnom poretku Svjetskog kupa iako je jedno vrijeme bio vodeći i imao dobre šanse za ukupnu pobjedu.
U sezoni 2015./'16. osvojio je još dvije brončane medalju (jednu pojedinačnu i jednu ekipnu), ovog puta na domaćem terenu na Svjetskom prvenstvu održanome na skakaonici Kulm u Tauplitzu.
U sezoni 2016./'17. prvi dio proveo je u traženju prave forme. Novogodišnju turneju završio je na 6. mjestu u ukupnom poretku usprkos pobjedi u Oberstdorfu i 3. mjestu u Garmisch-Partenkirchenu, ali kako je sezona više odmicala, postajao je sve bolji, izbivši na 1. mjesto u ukupnom poretku Svjetskog kupa. Na Svjetskom prvenstvu 2017. u finskom Lahtiju postao je svjetski prvak na maloj skakaonici, što mu je prva zlatna pojedinačna medalja na velikim natjecanjima. Tome je dodao srebrnu medalju u mješovitim ekipnim skokovima već sljedećeg dana, a na velikoj skakaonici osvojio je i drugu zlatnu medalju, čime je postao najuspješniji skijaš skakač na ovom prvenstvu, a svemu je dodao i brončanu medalju u ekipnim skokovima, osvojivši tako medalju u svim nastupima na ovom prvenstvu.
I nakon Svjetskog prvenstva nastavio je nizati uspjehe. Postao je pobjednik inauguralnog izdanja turneje Raw Air (doslovno Sirovi zrak), održane na četirima skakaonicama u Norveškoj. U sklopu ove turneje, u ekipnim skokovima u Vikersundu 18. ožujka 2017, postavio je novi svjetski rekord doletjevši na 253,5 m, pritom jedva izbjegavši da dodirne snijeg (u tom slučaju rekord ne bi vrijedio), samo nekoliko minuta nakon što je Norvežanin Robert Johansson za pola metra popravio dotad aktualni rekord svoga zemljaka Andersa Fannemela (251,5 m). Sezonu je zaključio dvjema pobjedama u Planici, čime je potvrdio 1. mjesto u ukupnom poretku Svjetskog kupa, ali i 1. mjesto u Svjetskom kupu u skijaškim letovima 2016/2017.

## Vanjske poveznice
- Službena internetska stranica
- Profil na FIS-u.